# Sénezergues
Sénezergues – miejscowość i gmina we Francji, w regionie Owernia-Rodan-Alpy, w departamencie Cantal. W 2013 roku populacja gminy wynosiła 197 mieszkańców. 